# 필리핀숲관박쥐
필리핀숲관박쥐(Rhinolophus inops)는 관박쥐과에 속하는 박쥐의 일종이다. 필리핀의 토착종이다.

## 특징
전체 몸길이가 76~93mm인 중간 크기의 박쥐로 전완장은 49~57mm이다. 꼬리 길이는 18~27mm, 발 길이는 12~18mm, 귀 길이는 22~28mm이고 몸무게는 최대 18g이다.

## 생태
동굴 내부에 은신을 하며 궁형관박쥐(Rhinolophus arcuatus)와 노랑얼굴관박쥐(Rhinolophus virgo)와 함께 큰 무리를 지어 생활한다. 먹이는 곤충이다. 암컷은 한 번에 한 마리의 새끼를 낳는다.

## 분포 및 서식지
필리핀 빌리란과 카미긴주, 카탄두아네스주, 세부, 레이테섬, 루손섬, 민다나오섬, 민도로섬, 네그로스섬, 폴리로, 사마르섬 등에 널리 분포한다. 해발 2,250m 이내의 일차림과 이차림, 산악 숲에서 서식한다.